# 蘭士登路
蘭士登路（英語：Lansdowne Avenue）是加拿大安大略省多倫多的一條南北向主幹道，南始於皇后西街，向北延伸至聖卡拉西路。蘭士登路主要為四車道主幹道，其中兩條車道經常用於機動車停車。

## 概述
蘭士登路始於皇后西街，作為柏杜社區的一條四車道道路。2000年代，為了保持街道平靜，從皇后街到加拿大國家鐵路／加拿大太平洋鐵路軌道的路段被縮窄。街道兩側都是住宅區，有一些機構用途，包括消防站、公園及社區中心。從鐵軌地下通道開始，道路拓寬為四車道。西側是以前的收銀機工廠，後改建為Knob Hill Farms商店，直到2000年停業。建築大部分被拆除，只留下東面立面，並建有一間大型No Frills超市。建在原來的地方，至今仍營業。東側有更多的半獨立式住宅。街道的東側位於小葡萄牙社區內。
在書院街以北，道路再次變窄，直至布魯亞西街。該路段的東側完全是住宅區，西側是聖安德肋修士天主教中學，這是一所大型高中。該區域位於博頓村附近。此處的布魯亞街街區被稱為布魯亞杜村。
在布魯亞街以北，蘭士登路有四車道，設有停車場，用於住宅及零售店面，直到Lappin Avenue以北，以及跨城鎮的加拿大太平洋鐵路軌道，該處有一個大型的前工業區。這條路沿線的建築物已改建為閣樓式建築，直至德文璞道。該區域被稱為道化閣公園。
在德文璞道以北，蘭士登路越過一座陡峭的山坡，此處曾是易洛魁湖的湖岸線。西側是伯爵閣公園，道路在公園周圍及旁邊彎曲。此處北至聖卡拉路的路段，街道兩旁都是住宅區。
街道的主要路段終止於聖卡拉西路的意大利大街。聖卡拉路是一條東西向主幹道。路口對面為光景墳場（Prospect Cemetery）。
在艾靈頓路與羅倫斯路之間的超級街區中，蘭士登路有兩個互不相連的小路段，大致與街道的南線一致。這兩個路段的最南端（Wingold Avenue至Glengrove Avenue）也是住宅及工業混合區，而這兩個路段的最北端（Glenlong Avenue至Playfair Avenue）只有一個街區長，完全是住宅區。

## 歷史
蘭士登路由柏杜於1883年修建，以加拿大總督第五代蘭士登侯爵命名。杜邦街以北的路段於1888年規劃，為紀念多倫多房屋建築協會幹事威廉·英尼斯·麥健時（William Innes Mackenzie）命名為麥健時路（Mackenzie Avenue）。據1890年多倫多地圖集，德文璞道以南的地區最初被命名為租庇利（Jubilee），後更名為馬文。1910年，該地區併入多倫多時，各個區域更名為蘭士登。德文璞道以北的部分建於1890年之後，建在Allan Royce的莊園上。該莊園後來成為伯爵閣公園。

## 運輸

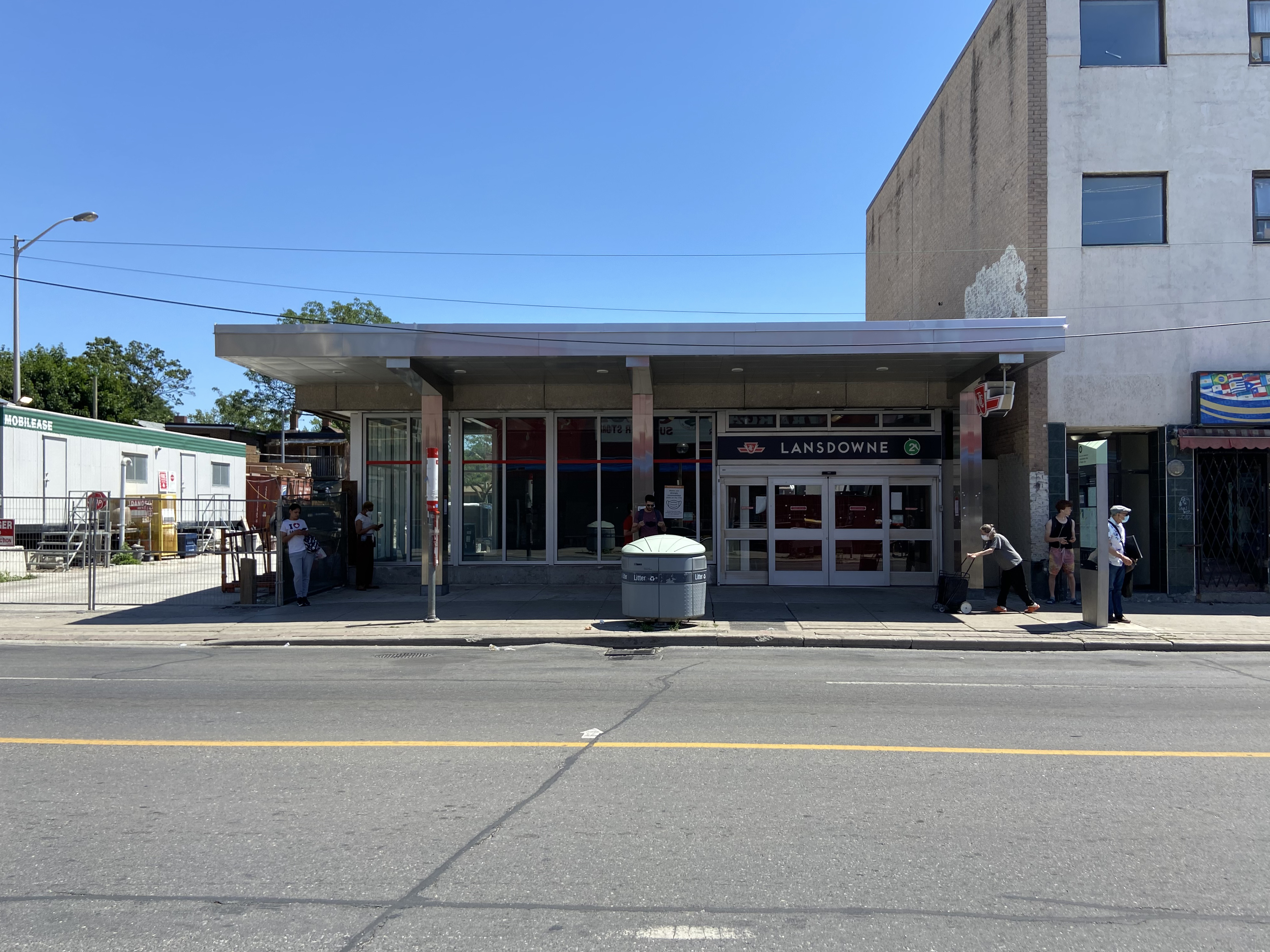
地鐵蘭士登站

蘭士登路由47號蘭士登巴士線提供服務，該巴士貫穿蘭士登路以及沿加里東道（Caledonia Road）行駛至地鐵約杜站。多倫多地鐵布魯亞-丹佛線上的蘭士登站位於布魯亞街以北的蘭士登路路段。
有軌電車曾經在聖卡拉西路與登打士西街之間的蘭士登路上運行。1947年，有軌電車被無軌電車服務取代。無軌電車服務最終於1992年被47號巴士線取代。